# Chełpa
Chełpa es un pueblo perteneciente a la gmina Choszczno, powiat de Choszczno, voivodato de Pomerania Occidental, Polonia.

## Superficie
Cuenta con una superficie de 4,420 kilómetros cuadrados.

## Demografía
Hasta 2021 la población era de 58 habitantes, con una densidad de población de 13,12 habitantes por kilómetro cuadrado. El 50% conformada por hombres y mujeres. De estos, el 17,2% corresponden a menores de edad de 0-17 años, 63,8% a personas entre 18-64 años y el 19% a personas de 65 o más años.
| Gráfica de evolución demográfica de Chełpa entre 2011 y 2021 |
|                                                              |
| Datos según City Population.                                 |